# 抗双链DNA抗体

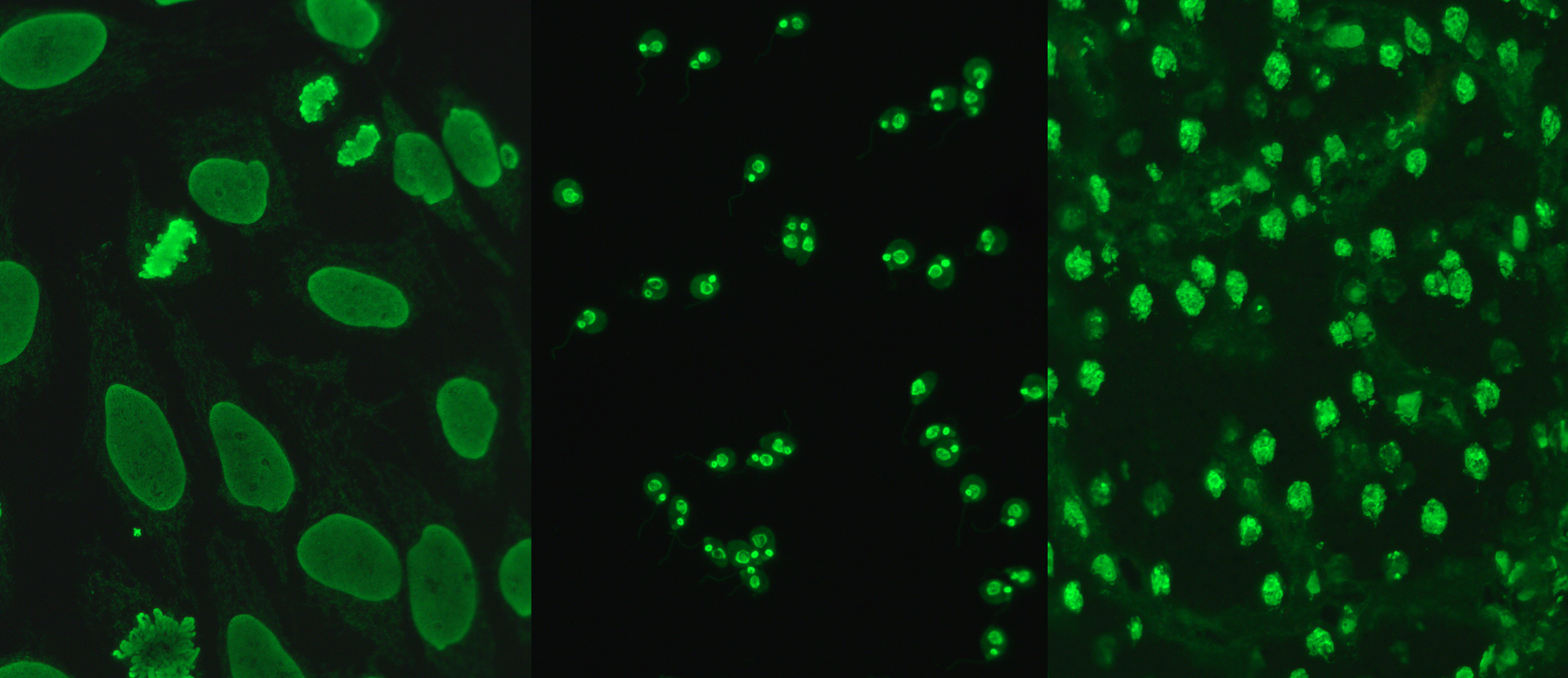
抗双链DNA抗体的免疫荧光染色图：左，HEp-20-10细胞；中，绿蝇短膜虫；右，大鼠肝脏

抗双链DNA抗体（英語：Anti-dsDNA antibodies）是抗核抗体（Anti-nuclear antibody，ANA）中的一种，其靶标的抗原是双链DNA。一些血液检测如酶联免疫吸附试验（ELISA）和免疫荧光可在诊断实验室检出抗dsDNA抗体。抗dsDNA抗体在全身性紅斑狼瘡（SLE）有很高的诊断相关性，对狼瘡性腎炎的发病机制有重要作用。